# Torre de Shújov

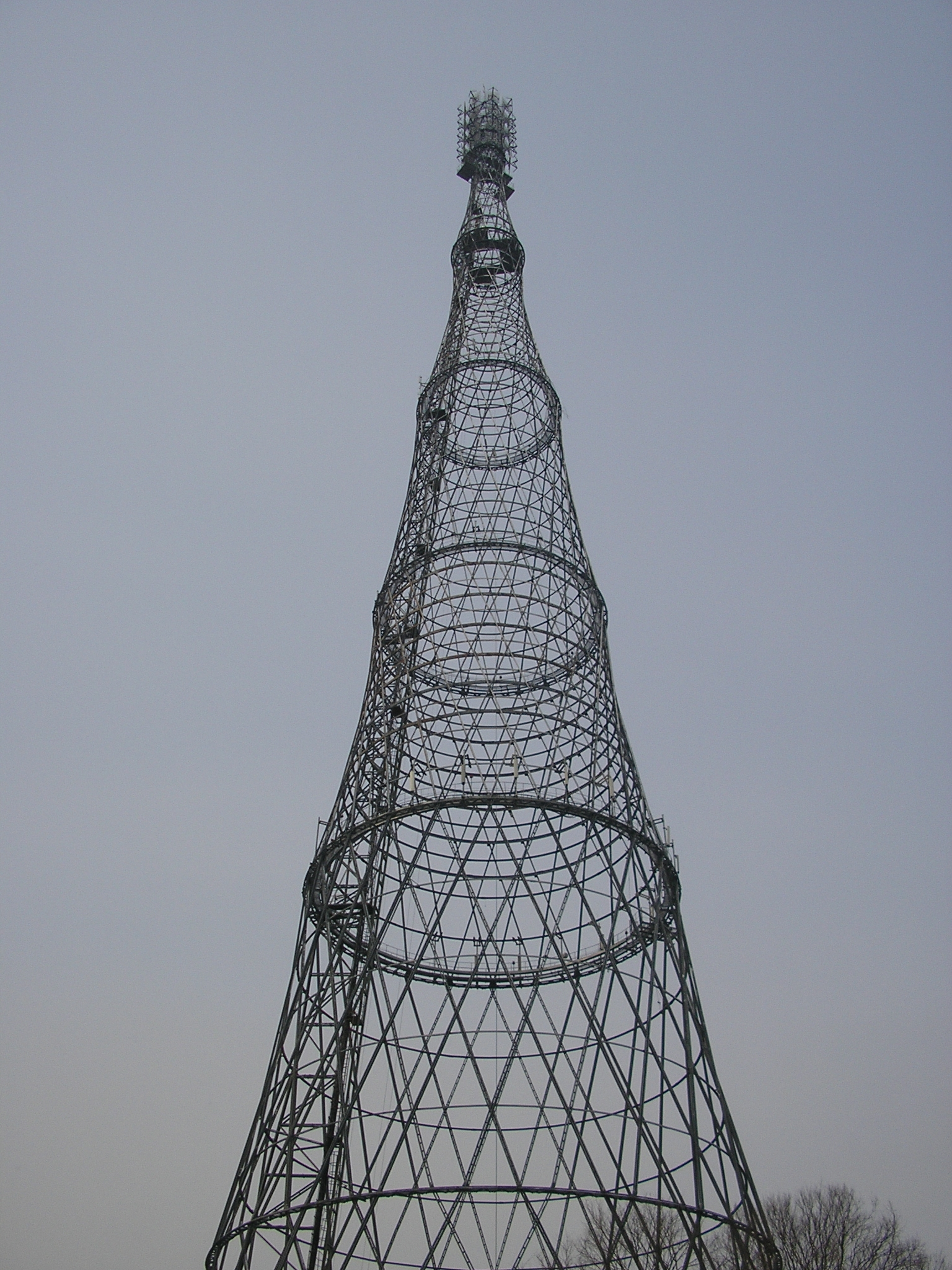
La torre Shújov en 2006

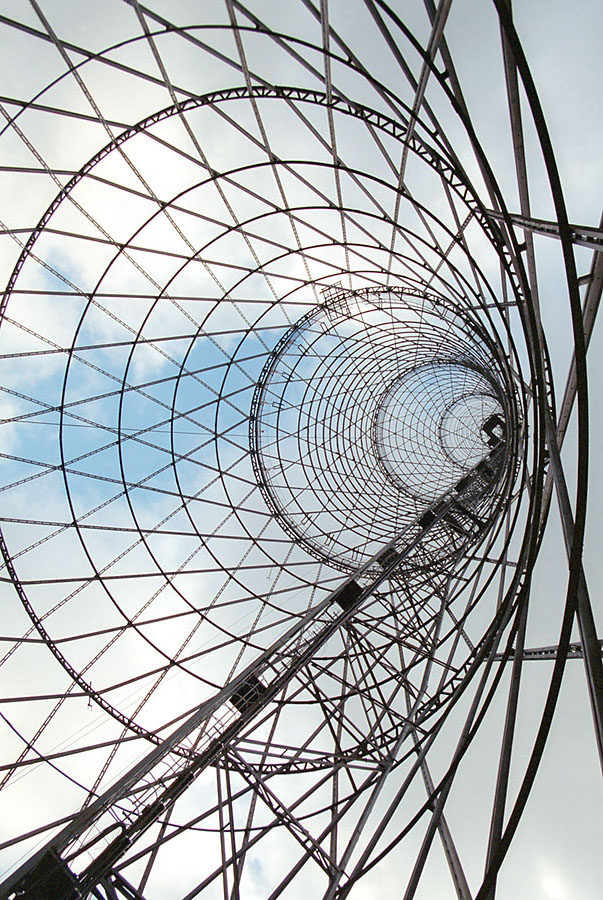
Vista interior de la torre

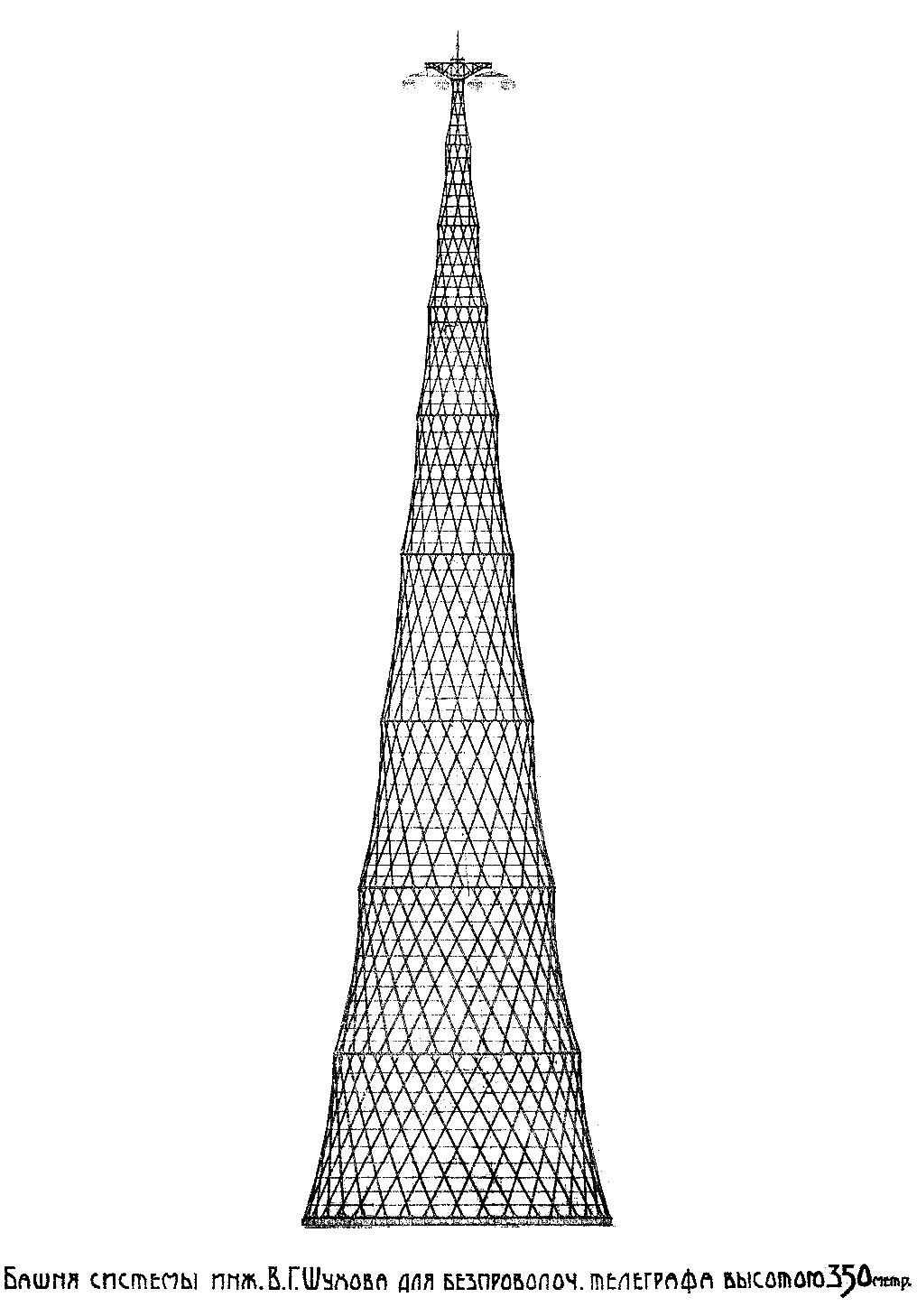
El primer proyecto de la radiotorre Shújov de 350 metros de altura, 1919.

La Torre de Shújov (en ruso: Шуховская башня, transliterado como Shújovskaya o Shúkhovskaya Bashnya), también conocida como la Torre Shábolovka, es una torre de comunicaciones de Moscú construida entre 1920 y 1922 para la red de radiodifusión rusa.
Diseñada por el ingeniero ruso Vladímir Shújov (1853-1939), es una estructura hiperboloide  aislada construida en celosía metálica que tiene una altura de 160 m.

## Galería de imágenes

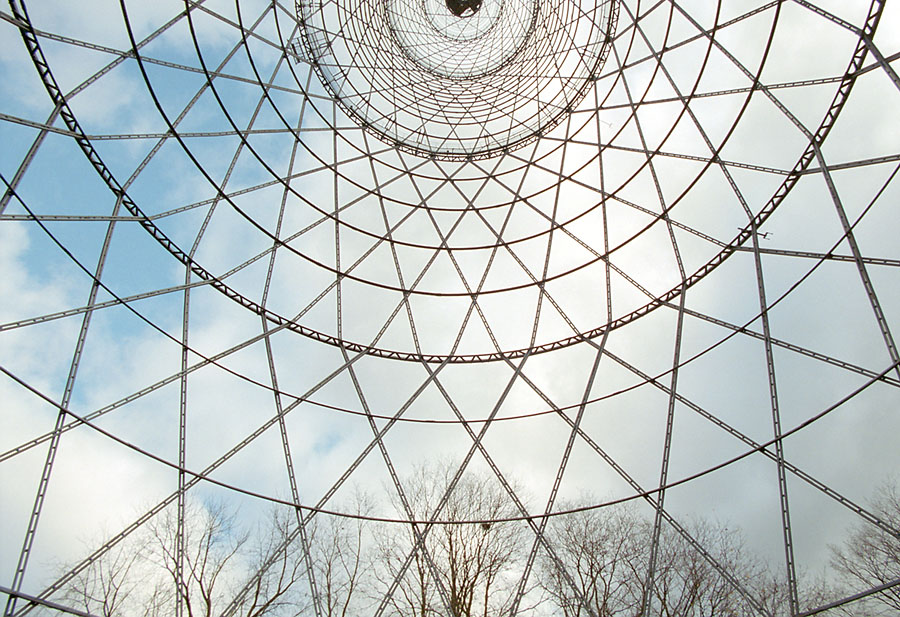
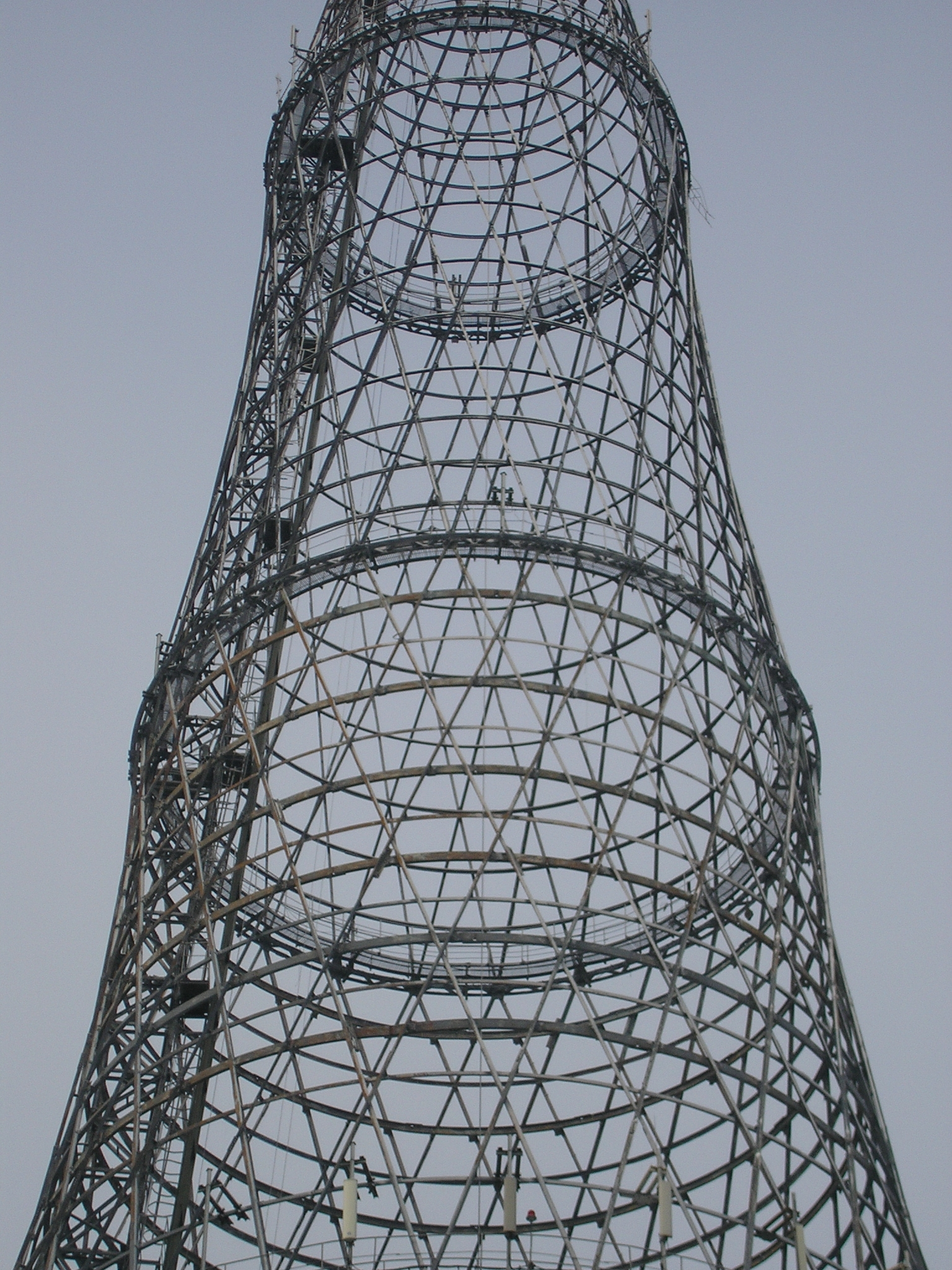
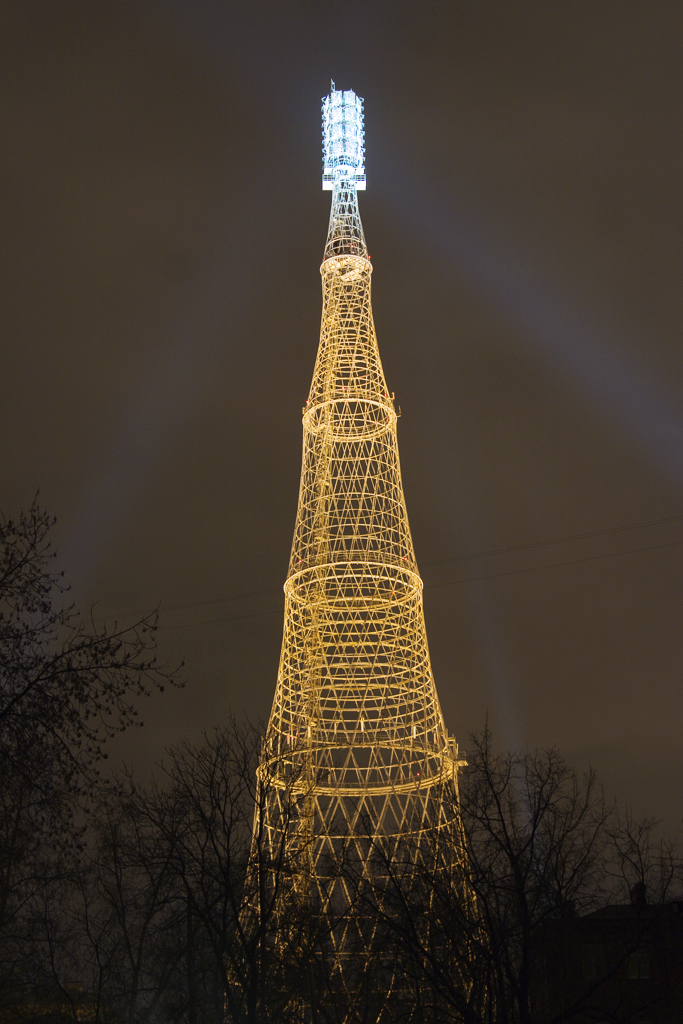
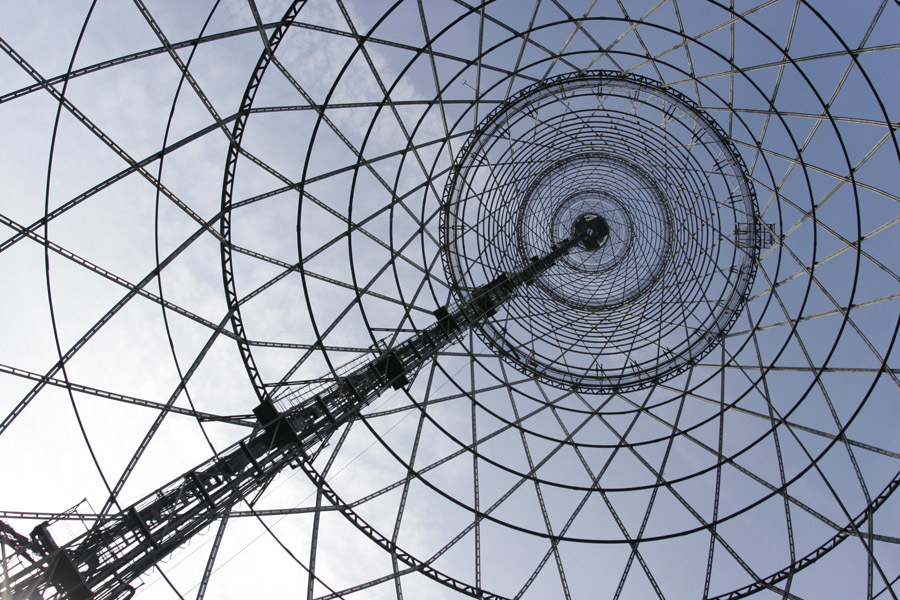
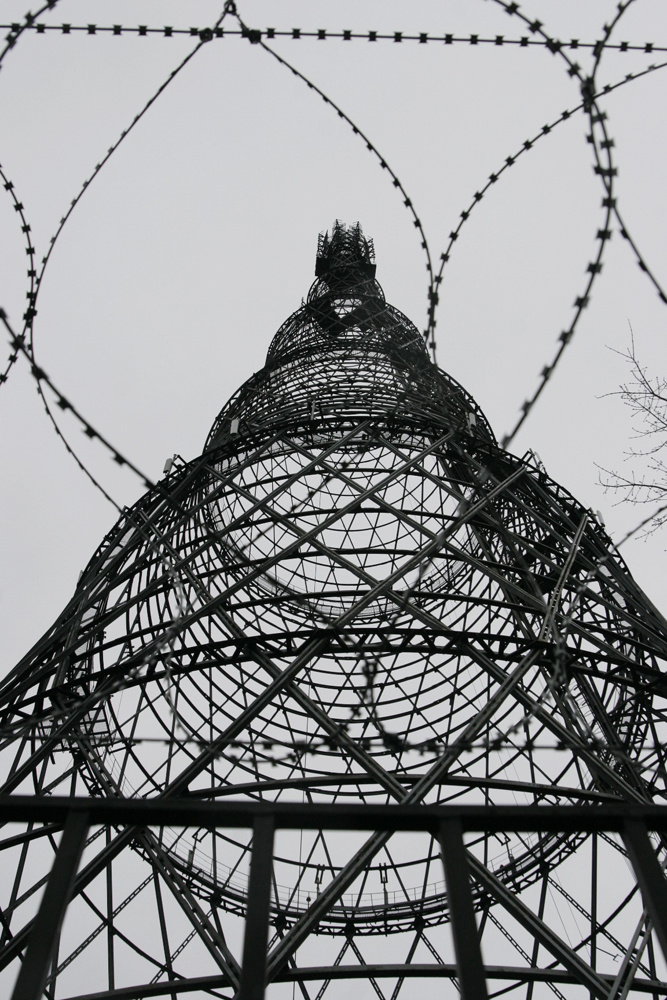